# Enajststrana prizma
| Enajststrana prizma         | Enajststrana prizma                                  |
| --------------------------- | ---------------------------------------------------- |
|                             |                                                      |
| vrsta                       | prizmatični uniformni polieder                       |
| elementi                    | F = 13, E = 33, V = 22, ({\displaystyle \chi \,}= 2) |
| stranske ploskve po straneh | 11{4}+2{11}                                          |
| Schläflijev simbol          | t{2,11} ali {11}x{}                                  |
| Wythoffov simbol            | 2 11\|2                                              |
| Coxeter-Dinkinov diagram    |                                                      |
| simetrija                   | D11h, [*11.2.2] reda 44                              |
| vrtilna grupa               | D11, [11,2]+, (11.2.2) reda 22                       |
| sklici                      | U76(i)                                               |
| dual                        | enajststrana bipiramida                              |
| značilnosti                 | konveksna                                            |

Enajststrana prizma je v geometriji ena izmed množice konveksnih prizem. 